# Ninpo
 Der er for få eller ingen kildehenvisninger i denne artikel, hvilket er et problem. Du kan hjælpe ved at angive troværdige kilder til de påstande, som fremføres i artiklen.

Ninpo er det totale system af ninjaernes færdigheder og viden, mens den rent kampkunst-mæssige del oftest omtales som ninjutsu. Det består af almenviden, filosofi, esoteriske praktikker og ifølge populære myter også af magi.
Nin eller shinobi (忍) betyder at udholde eller skjult/hemmeligt og det andet tegn ho (法) betyder metode, lov, princip eller system. Ninpo kommer oprindeligt fra Japan.
| Sport | Spire Denne artikel om sport er en spire som bør udbygges. Du er velkommen til at hjælpe Wikipedia ved at udvide den. |